# USS LST-853
O USS LST-853 foi um navio de guerra norte-americano da classe LST que operou durante a Segunda Guerra Mundial.